# Praha-Hlubočepy (železniční zastávka)
Praha-Hlubočepy je železniční zastávka na trati z Prahy do Rudné u Prahy a Berouna, která leží na smíchovském záhlaví výhybny Prokopské údolí. Stojí u dolního přejezdu ulice Slivenecká v centru Hlubočep. Stanice je součástí Pražské integrované dopravy.

## Historie
Zastávka byla zřízena roku 2015. Zároveň s jejím otevřením bylo zrušeno nádraží v západní části Hlubočep, které na trati nadále slouží už jen jako výhybna.

## Turismus
Kolem zastávky vede turistická značená trasa  3063 z Hlubočep do Řeporyjí.